# Домашняя коза
Дома́шняя коза́ (лат. Capra hircus) — домашнее животное, вид парнокопытных из рода горные козлы (Capra) семейства полорогих.
Коза — одно из первых приручённых животных. Одомашнена на Ближнем Востоке, приблизительно 9 тыс. лет назад. Предком домашней козы был дикий безоаровый козёл (Capra aegagrus), до сегодняшнего дня встречающийся от греческих островов в Эгейском море через Малую Азию, Армянское нагорье и Переднюю Азию до Средней Азии.
Секвенирование митохондриальных и ядерных последовательностей ДНК от 83 древних коз (51 с геномным охватом) от древних образцов возрастом от сотен до тысяч лет выявило наличие в древних образцах митохондриальных гаплогрупп A, B, C, D и G. Палеолитические образцы диких коз попадают исключительно в рано отошедшие клады T (выявлена у диких козлиных и западнокавказского тура) и F (выявлена у безоарового козла и у небольшого количества сицилийских коз). В более поздних постнеолитических образцах митохондриальная гаплогруппа A становится доминирующей во всём мире. Два гена, связанных с одомашниванием, появились у коз по меньшей мере от 7200 и 8100 лет назад и увеличились до высоких частот одновременно с распространением повсеместно распространённой митохондриальной гаплогруппы A.

## Описание

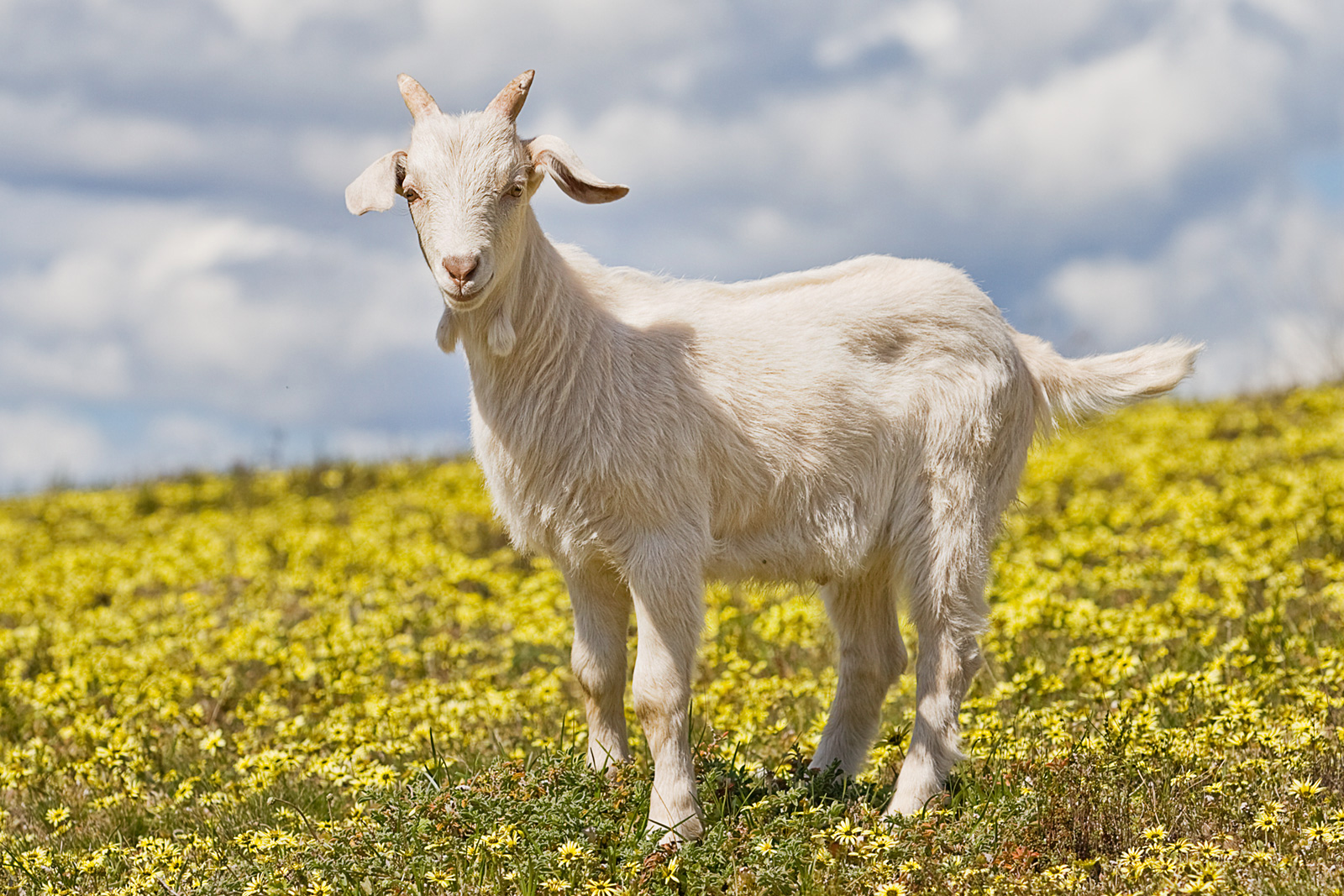
Козлёнок

Живая масса козлов составляет 60—65 кг, маток 40—60 кг.
У большинства самцов и самок есть борода, а тело покрыто прямой шерстью. Её длина и качество зависят от породы. Например, у ангорских коз шерсть длинная и шелковистая, а у кашмирских славится толстым пуховым подшёрстком. Масть варьирует от чисто-белой до тёмно-бурой, чёрной и пёстрой. Рога при основании сжатые с боков, загнуты назад и усажены спереди поперечными валиками.

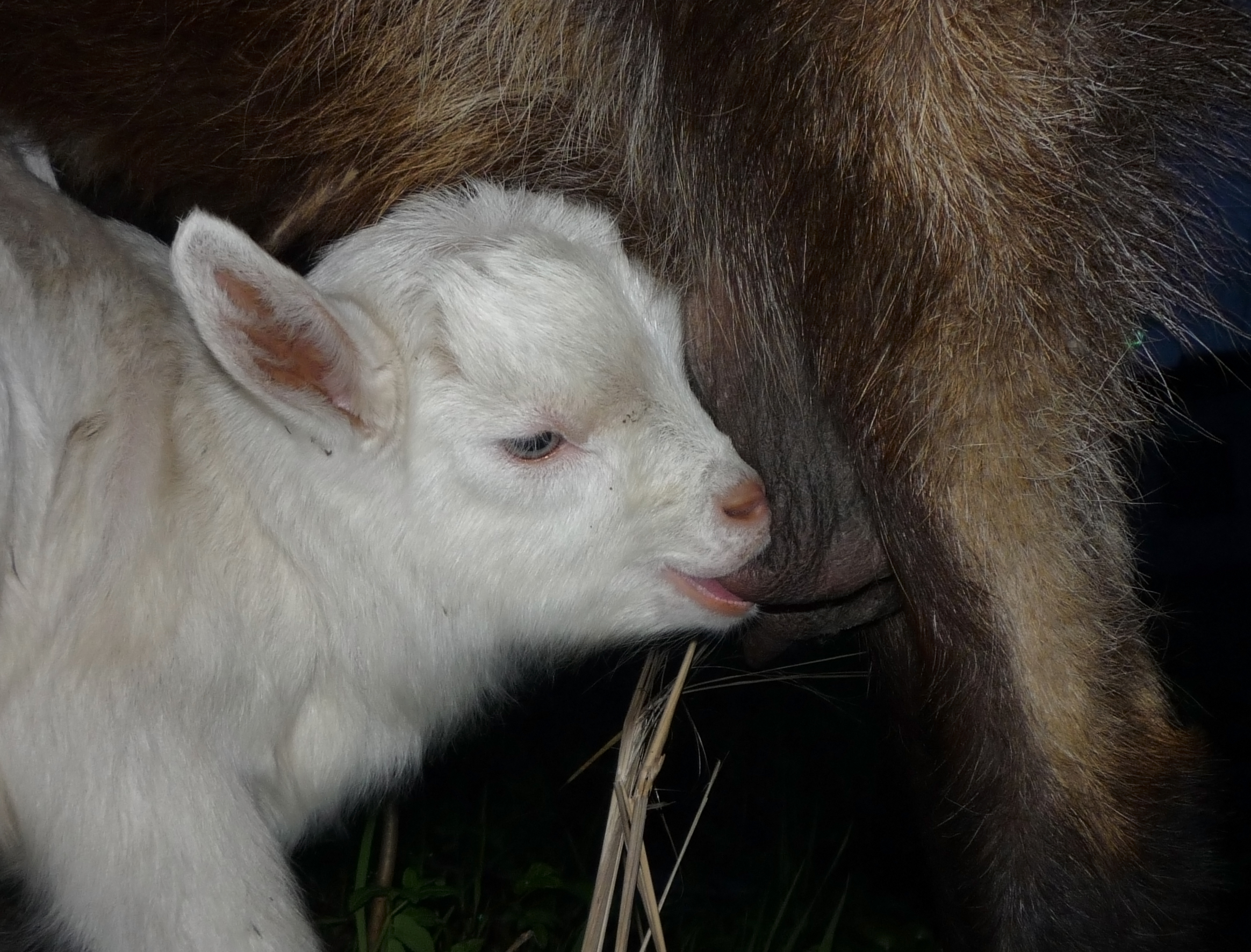
Козлёнок, сосущий материнское вымя

Питаются козы травой и молодыми побегами деревьев и кустарников. Они быстро поглощают большое количество корма, а в промежутках между едой пережёвывают жвачку. Как и у прочих жвачных, проглоченная пища накапливается в одном из отделов желудка — рубце, где частично переваривается и образует комок жвачки, которая отрыгивается и дожёвывается во рту. Коза очень неприхотлива и способна выживать в местах, где другой скот страдал бы от голода. Она может переносить сильные морозы и жару, но плохо приспособлена к сырому климату. Оптимальные условия коза находит в полузасушливых районах.
Коза — нетребовательное животное, довольствуется часто очень скудными пастбищами. Козы прекрасно лазают, могут пастись в местах, недоступных для другого скота. Продолжительность жизни 9—10 лет, максимально 17 лет; средний срок хозяйственного использования 7—8 лет.
Случка обычно проводится раз в год, причём один козёл может покрыть стадо из 30—50 самок. После беременности, длящейся 21—23 недели, рождается обычно пара козлят, хотя нередко и большее их число в помёте (до пяти). Они появляются на свет зрячими, с хорошо развитым шёрстным покровом и спустя несколько часов уже резво скачут.

### Одомашнивание (доместикация) коз
Козы были одомашнены ок. 11 тысяч лет назад, согласно последним археологическим данным. Регион доместикации — Плодородный полумесяц, Передняя Азия. При этом одомашнивание произошло в трёх регионах Плодородного Полумесяца — западном, восточном и южном, независимо друг от друга и шло параллельно. В дальнейшем, при развитии торговли и движения населения в регионе, различия в этих трёх видах первых коз свелись к нулю. Согласно анализу ядерного генома, также подтверждается, что единого предка у современных домашних коз нет, в основе современных животных лежат три древних вида коз. Были проанализированы сначала дикие, древние популяции коз и исследования выявили, что разделение на генном уровне произошло ранее 47 тысяч лет назад. Исследования доказали, что доместикация проводилась разными популяциями людей эпохи неолита. Различия в генетике древних коз имеют прямое соотношение с расхождением в генетике земледельцев, живших в тот период на Ближнем востоке и также разделившихся на две ветви — анатолийские и иранские.
Современные виды европейских коз генетически близки к козам периода неолита с Запада Ближнего Востока. Современные козы в Восточной Азии ведут генетику от популяции древних коз с Востока Плодородного полумесяца. Современные африканские козы наиболее близки к южной древней генетической линии коз — Левант.
Дикий предок коз — бородатый или безоаровый козёл — обитатель тех же областей, что и муфлон. В ходе подробного исследования генома диких, ископаемых останков безоарового козла и геномов ископаемых коз периода неолита найдены признаки планомерной селекции, при которой животных отбирали по следующим признакам — телосложение, метаболизм, пигментация, репродукция, молочность.

## Подвиды (дикие и одомашненные)
Вид включает в себя шесть подвидов:

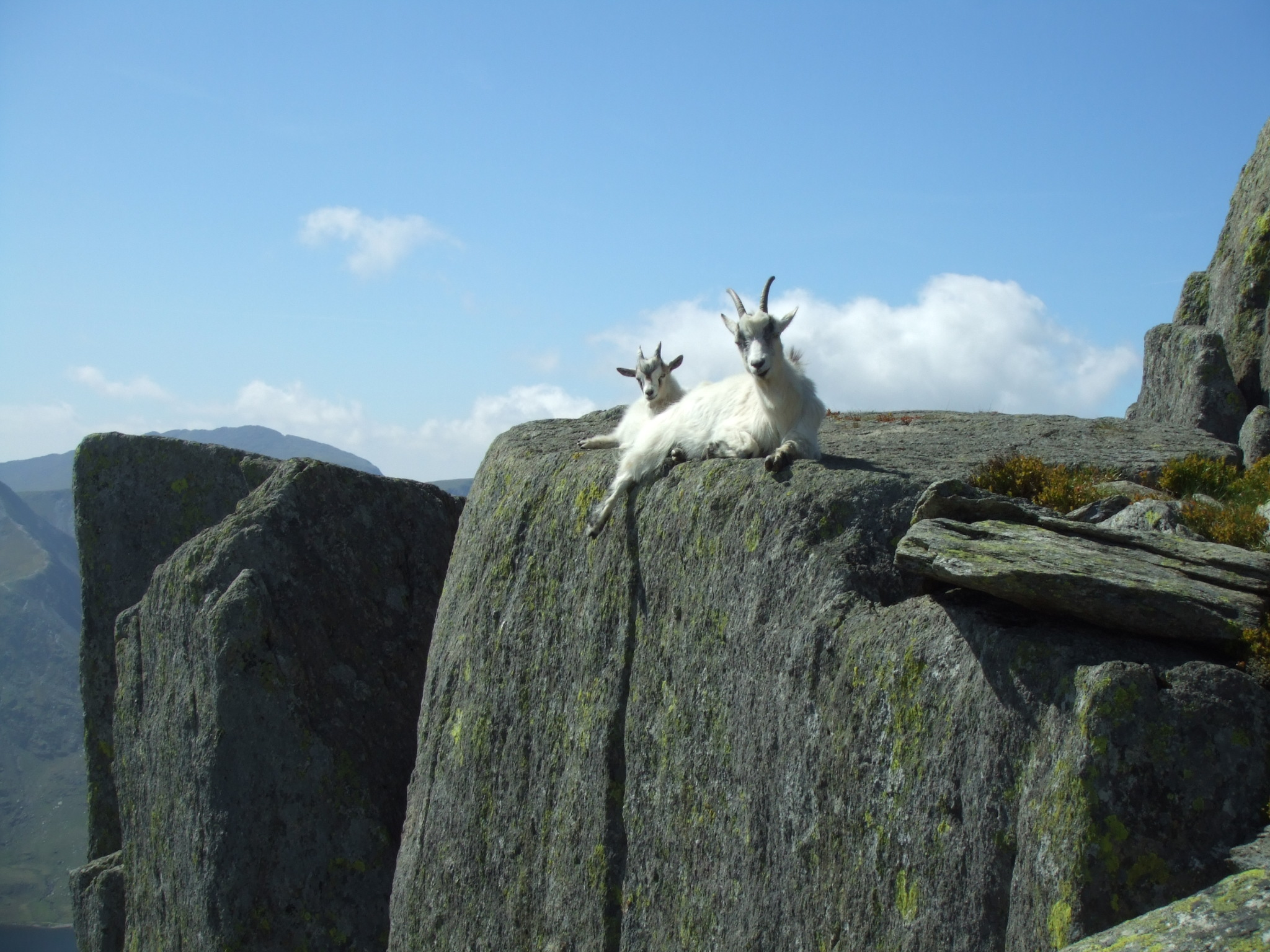
Одичавшие домашние козы

- Capra hircus aegagrus — Безоаровый козёл — распространён от Турции до Афганистана. Дикий предок домашней козы, в настоящее время признается отдельным видом Capra aegagrus[7].
- Capra hircus chialtanensis — Чилтанская коза — обитает в Пакистане. Находится под острой угрозой исчезновения, осталось лишь 500 особей.
- Capra hircus cretica — Кри-кри — живёт на острове Крит и сопредельных островах. Повторно одичавший подвид домашней козы[8].
- Capra hircus hircus — заглавная одомашненная форма, распространённая по всему миру.
- Capra hircus jourensis — встречается на Северных Спорадах.
- Capra hircus picta — обитает на Кикладском острове Антимилосе.

## Козоводство

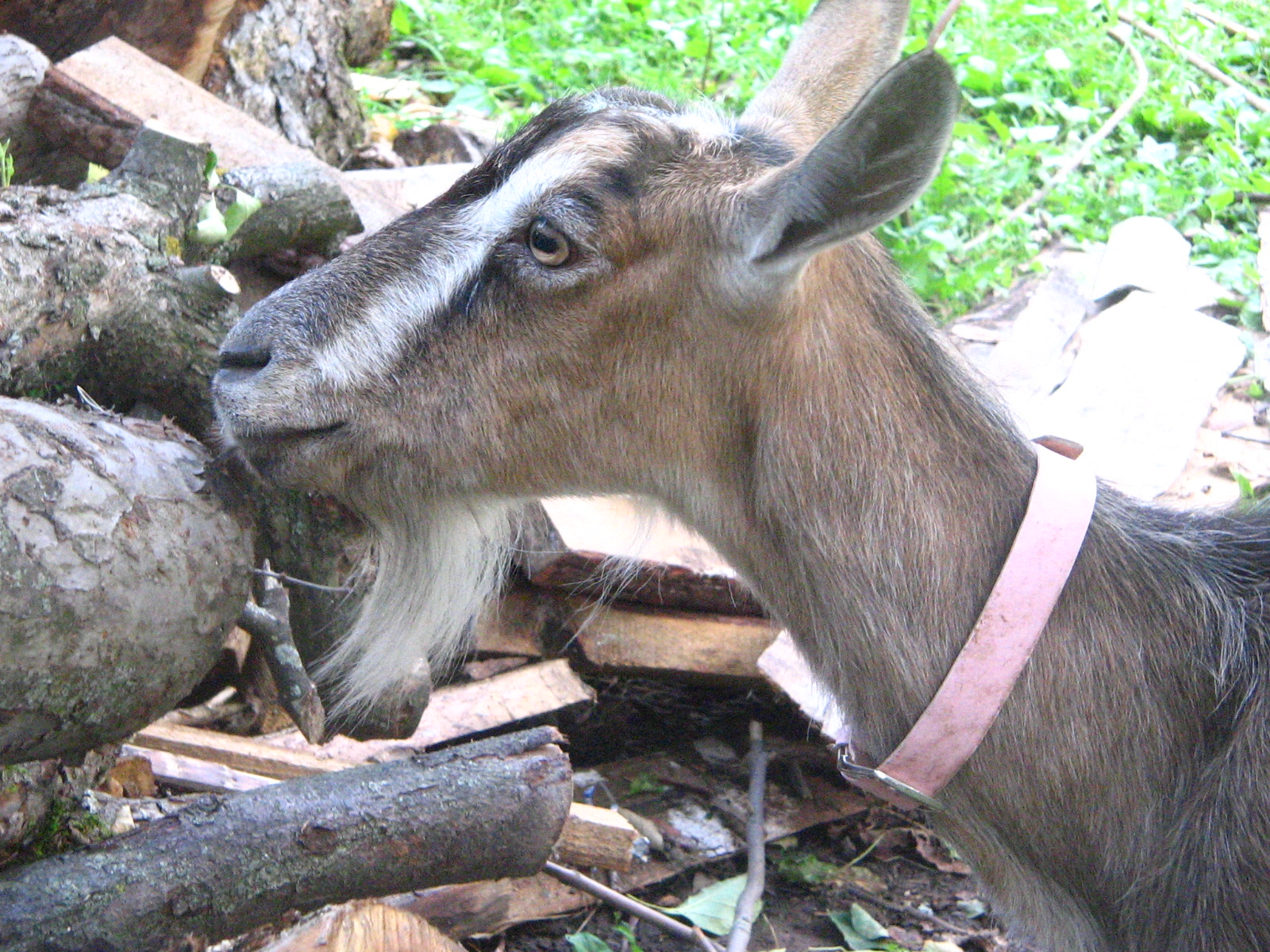
Деревенская коза

Основная продукция, получаемая от коз, — мясо, молоко, мех, шерсть и кожа. По направлению продуктивности породы коз делятся на типы: молочные, шёрстные, пуховые, молочно-мясо-шёрстные.
Ангорская коза разводится для получения шерсти. Кашмирская коза и Оренбургская коза разводятся для пуха. В США некоторые хозяйства разводят обморочных коз.
Удой обычно составляет 450—550 кг молока жирностью 3,8—4,5 % за лактацию (в среднем 3—4, иногда 6—7 литров за удой). Настриг шерсти с козлов — 4—6 кг, с маток — 3—5 кг. Длина состригаемой шерсти составляет 15—18 см. Начёс пуха — 0,2—0,5 кг. Срок хозяйственного использования животного обычно достигает 7—8 лет. Из козьих шкур производят кожу высокой выделки — сафьян, шевро.

## Вред природным экосистемам
Коза домашняя включена в список самых опасных инвазивных видов по версии Международного союза охраны природы. На многих островах, где отсутствуют крупные травоядные животные, поселение коз резко негативно сказывается на общем биоразнообразии. Козы поедают широкий спектр растений, влияя на количественный состав природных растительных сообществ. Вследствие этого происходит увеличение распространения почвенной эрозии, сокращение численности слабо конкурентных местных травоядных.
С целью восстановления природных сообществ популяции коз были искоренены примерно со 120 мелких островов, куда ранее они были завезены. Крупнейшие из таких островов — Ланаи (Гавайские острова), Сан-Клементе (острова Чаннел, США), Пинта (Галапагосские острова, Эквадор), Рауль (острова Кермадек, Новая Зеландия).
Для более эффективного истребления коз на островах используются охота с вертолёта (при большой численности коз), специально обученные собаки (при небольшой численности травоядных и развитой растительности), а также стерильные козы с радиотелеметрическими ошейниками (для обнаружения последних коз на острове).

## Козы в мифологии и культуре

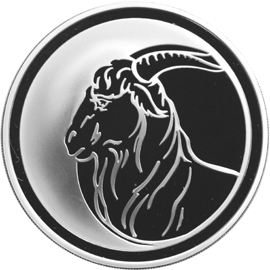
Изображение козы на монете

Для культурных коннотаций оказались востребованы такие свойства коз, как ловкость, прыгучесть, проказливость, любопытство, своенравие, драчливость. С прыгучестью коз связано такое выражение из профессионального жаргона авиаторов, как «дать козла» (см. Козление), описывающее случай, когда самолёт неопытного лётчика подпрыгивает при посадке. С непоседливостью — сравнение с ними детей (напр. «ах ты коза»), а в английском языке слово kid (козлёнок) стало синонимом слова «ребёнок». О своенравной, хитрой козе рассказывает народная сказка «Коза-дереза». Прозвище «козёл» весьма обидно, его связывают с такими свойствами характера, как бесчестие, низость и подлость. В криминальной среде оно означает заключённого, открыто сотрудничающего с администрацией тюрьмы, впрочем, пишут, что в 30-50 гг. XX века так называли пассивных гомосексуалистов (до того, как таковых стали там звать «петухами»).

### Фразеология

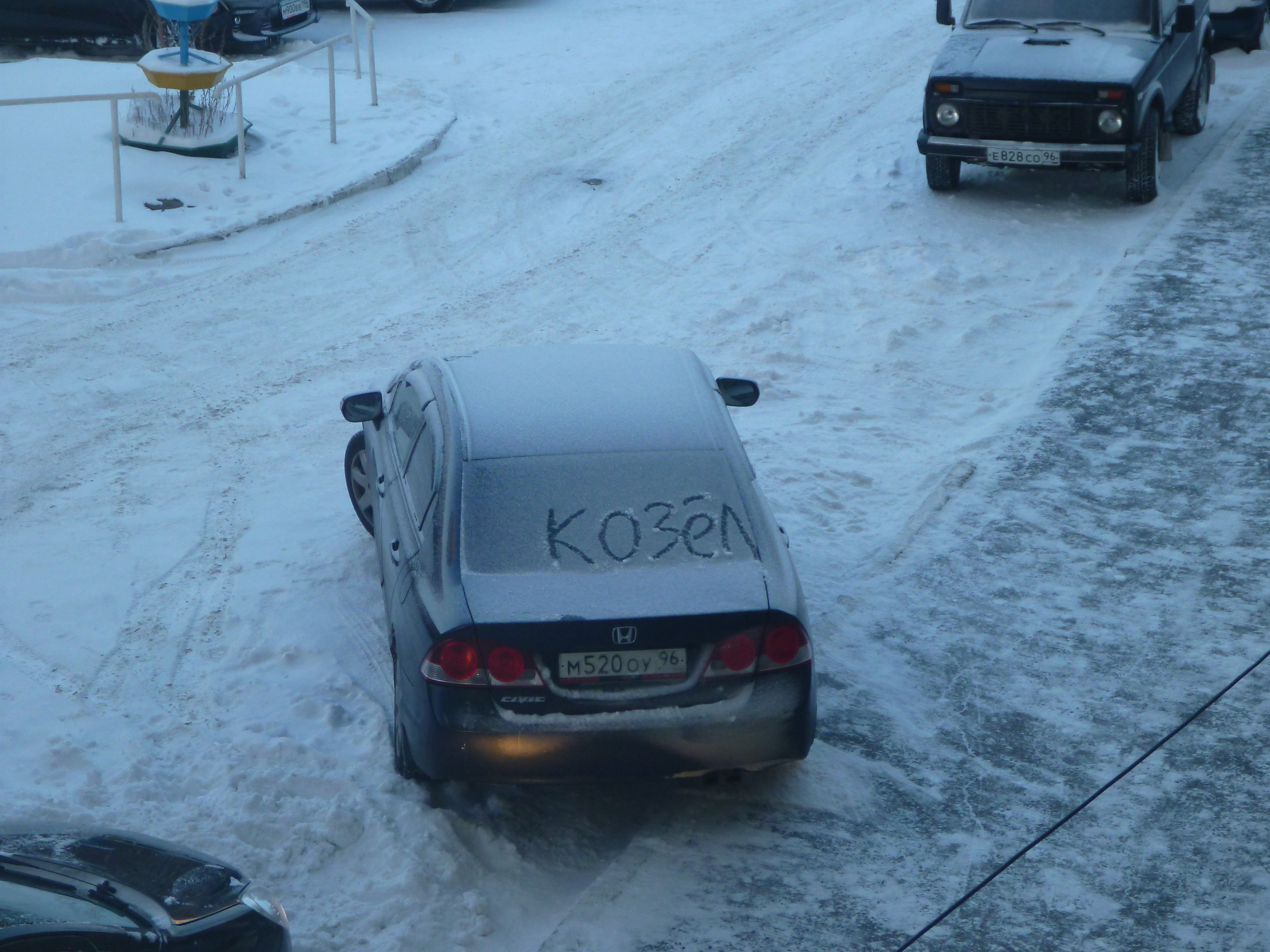
Жительница Екатеринбурга оставила надпись «Козёл» на стекле автомобиля соседа, из-за которого не могла выехать со двора. 2019 год

Среди женщин весьма распространена пословица «Любовь зла — полюбишь и козла», где слово «козёл» характеризует подлое и развратное существо. По смыслу к ней примыкает и выражение «все мужики — козлы».
Фразеологизм «Отставной козы барабанщик», означающий человека без определённых занятий, влачащего жалкое существование, связан с традициями русских балаганов XIX века, где часто выступал шут в маске козы, а публику на представление сзывал барабанщик (как правило — отставной военный музыкант, оставшийся без средств).
По другой версии этот термин происходит от турецкого «kasap» — «мясник», что первоначально относилось к русским пехотинцам XVI—XVII вв. и было обусловлено их обычным вооружением того времени — бердышами.
Словосочетание «забить козла» стало обозначением партии в домино.

### Геральдика
Коза изображена на гербах некоторых городов.

Герб государства Чад
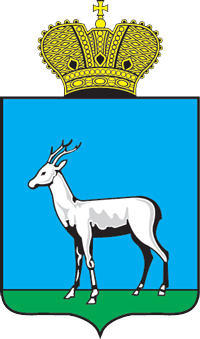
Герб Самары
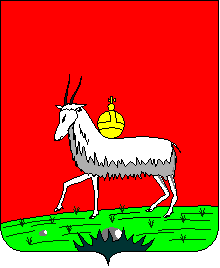
Герб Козельца
Герб Калушина
Герб коммуны Гриндельвальд
Герб одного из районов Вены
Козьи рога на гербе деревни Гитхорн
Козел на гербе города Люблин
Герб польской волости Козы
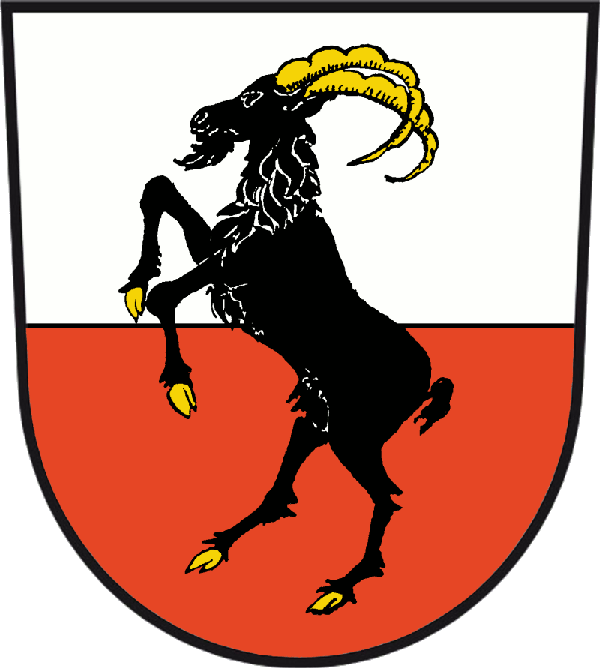
Герб немецкого города Йютербог